# Chakan
Chakan (Marathi: चाकण, Cākaṇ) ist eine Kleinstadt und eine Census town von 41.113 (2011) Einwohnern und eine Sonderwirtschaftszone im Verwaltungsdistrikt Pune des indischen Gliedstaats Maharashtra.
Die auf einer durchschnittlichen Höhe von knapp 650 m liegende Stadt befindet sich etwa 60 Kilometer ostsüdöstlich Mumbai und 20 Kilometer nördlich Pune.

## Wirtschaft
In oder bei Chakan sind u. a. folgende international agierende Unternehmen angesiedelt: Robert Bosch GmbH, Mercedes-Benz, Volkswagen, die International Automotive Components Group (IAC), Mahindra & Mahindra, Dow Chemical, Infosys, Demag, Lear Corporation, Benteler und Fujitsu.

## Verkehr
Der Flughafen Pune liegt 10 km nordöstlich von Pune.